# Нідельва (Тронгеймс-фіорд)
Нідельва (норв. Nidelva) — річка в Норвегії. Разом із річкою Неа утворює систему Неа-Нідельва.
Довжина Нідельви 30 км, свій витік вона бере з озера Б'єршеен (Bjørsjøen), розташованого дещо нижче за велике водосховище Сельбуше. Протікає по території фюльке Тренделаг і впадає у Тронгеймс-фіорд.
На річці споруджено 7 ГЕС, у тому числі ГЕС Братсберг. 

## Галерея

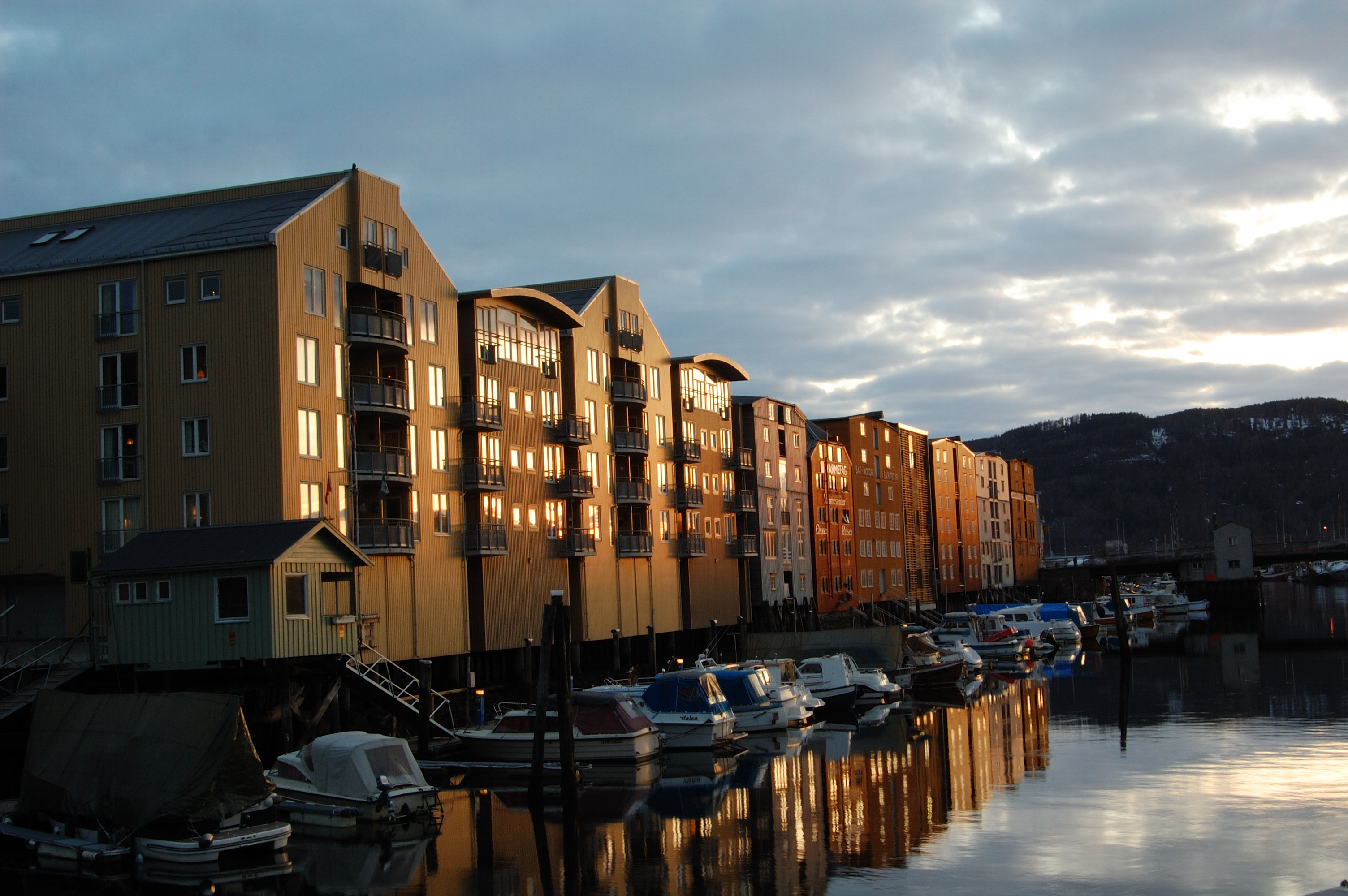
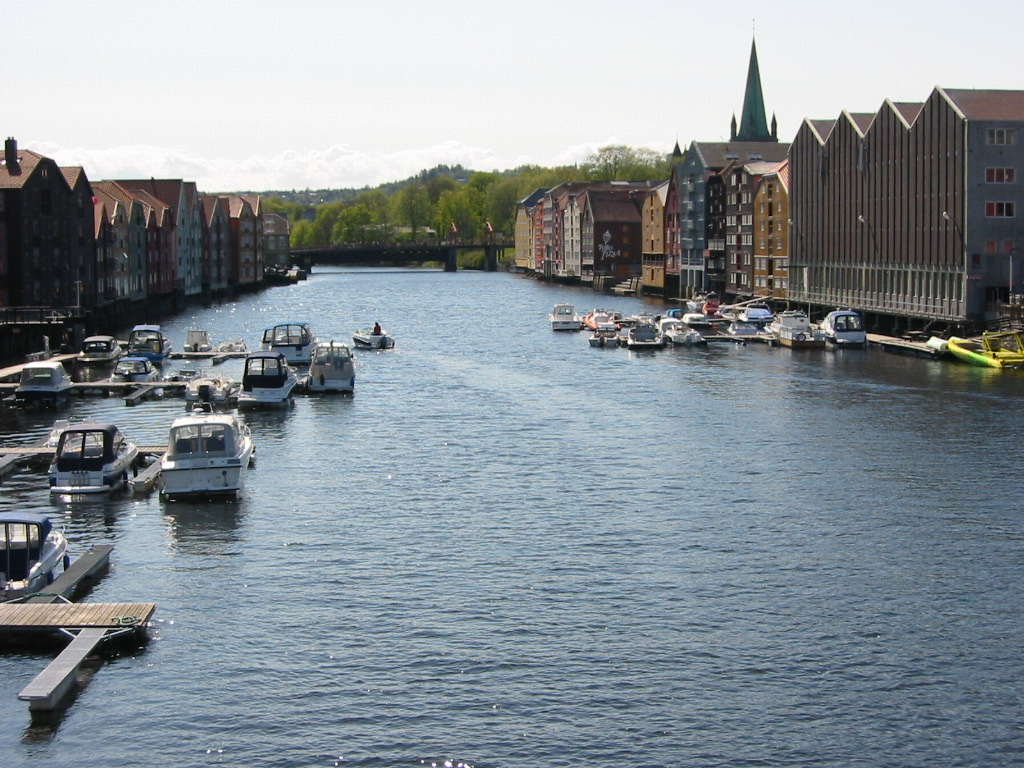
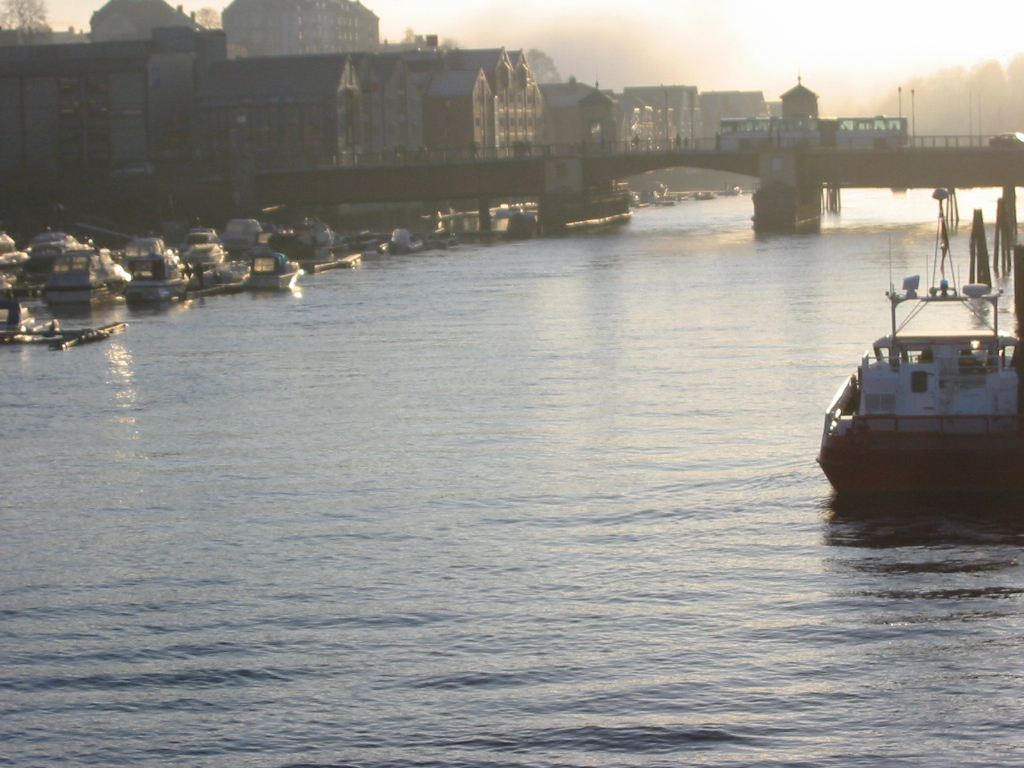